# Долина троянд (Кишинів)

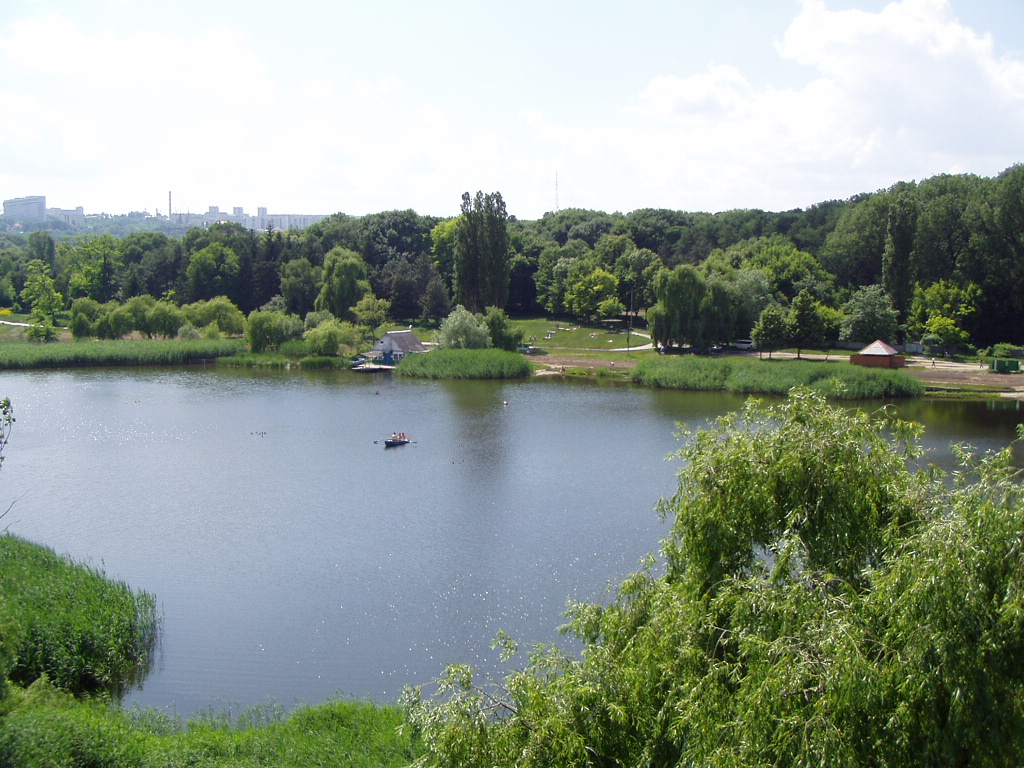
Озеро Долини Троянд

Долина троянд у Кишиневі (рум. Valea Trandafirilor) — міський парк, що включає залишки давньослов’янської святині. Він розташований у місті Кишинів (Молдова). 

## Історія
З VI по XIII століття територія Молдови була заселена слов'янськими племенами, уличами і тиверцями, а також даками. Неподалік міста Пересечень, у долині з трьома озерами, було святилище, присвячене слов’янським племінним богам та мертвим предкам. Його називали долиною Рос на честь - Руса. Там стояли ідоли та вівтарі ряду слов'янських богів та покровителів предків. У дні язичницьких свят в долині та на озерах влаштовували народні гуляння.

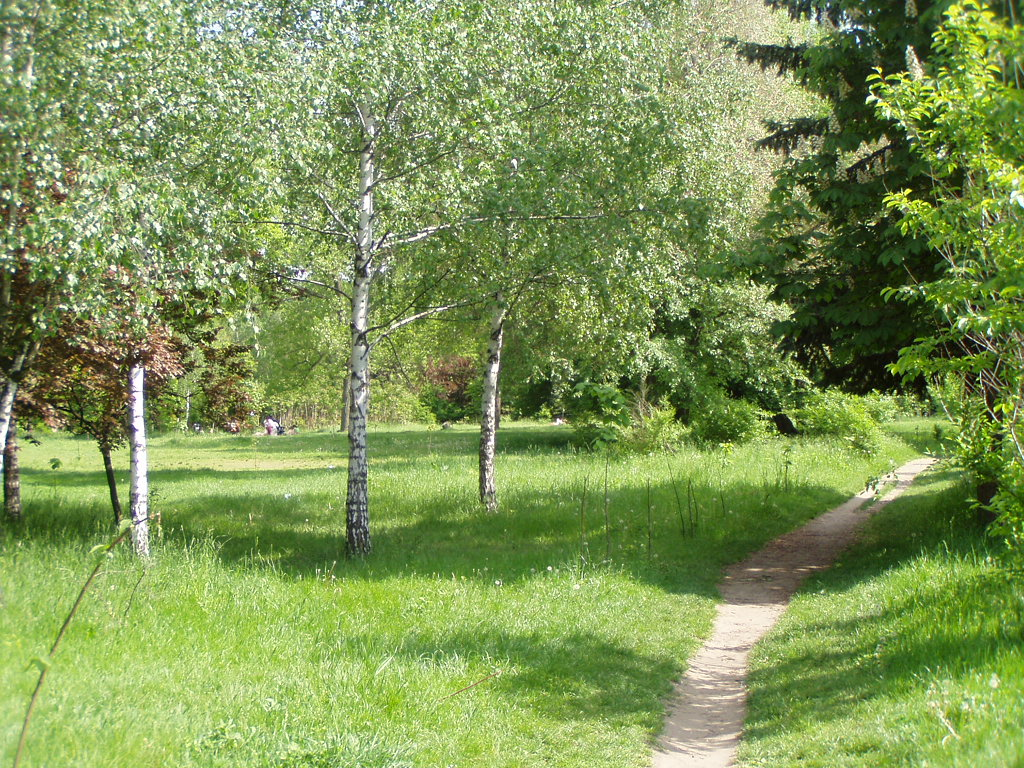
Долина Троянд

Роль долини у релігійному житті слов'ян зменшилася, коли печеніги та кумани вторглися на ці землі в 9 столітті. Після поширення християнства серед слов'янських племен у X-XI століттях, очевидно, святиня була зруйнована. Але її назва збереглась серед місцевих жителів, і з часом вона була перетворена на Долину троянд.

## Новий час
У 1950-х роках у Долині були висаджені плантації троянд.
Наприкінці 1960-х років парк зазнав певного поліпшення. Прокладено нові смуги, побудовано бетонні дамби, очищено озера від мулу.
Зараз центральну частину парку прикрашають кілька озер площею дев'ять гектарів. Там росте близько 50 сортів дерев та кущів. Тут є сцена місткістю 1000 глядачів, невеликий парк розваг із колесом огляду, а також ресторани Doina (закритий), Cetatea Veche («Стара фортеця») та Curtea Vînătorească («Суд мисливців»). Залишки кількох кам'яних ідолів були збережені та реставровані у 1970-х роках у вигляді декоративних статуй. Також збереглися сходи, що вели до вівтарів та фундамент старовинної споруди на березі одного з озер - нині частина ресторану Cetatea Veche.